# Ройл, Селена
Селена Ройл (англ. Selena Royle; 6 ноября 1904, Нью-Йорк, Нью-Йорк — 23 апреля 1983, Гвадалахара) — американская актриса.

## Биография
Родилась в Нью-Йорке в семье драматурга Эдвина Милтона Ройла и актрисы Селены Феттер. Родители были против желания дочери стать актрисой, но она всё же настояла на своём, и по иронии судьбы её профессиональный дебют состоялся в пьесе отца «Ланселот и Элейн». В 1921 году Ройл дебютировала на Бродвее, где в течение десятилетия заслужила признание публики и критиков.
В 1930 году она впервые появилась на киноэкранах в комедии «Нечестная дама». За годы своей актёрской карьеры, продолжавшейся до начала 1950-х годов, Ройл появилась в трёх десятках кинокартин, среди которых «Тридцать секунд над Токио» (1944), «Девушки Харви» (1946), «Храбрость Лесси» (1946), «Свидание с Джуди» (1948), «Восход луны» (1948), «Жанна Д’Арк» (1948), «Мечтаю о тебе» (1949) и «Наследница» (1949). В 1951 году актриса отказалась давать какие-либо показания о своих предполагаемых симпатиях к коммунизму в Комиссию по расследованию антиамериканской деятельности, из-за чего вскоре попала в чёрный список Голливуда, что в свою очередь стало закатом её кинокарьеры.
Актриса дважды была замужем. Её вторым супругом был актёр Жорж Ренавен, с которым она была вместе с 1948 года до его смерти в 1969 году. Вместе с ним она покинула США и обосновалась в Мексике, где занималась написанием кулинарных книг. Селена Ройл умерла в мексиканском городе Гвадалахара в 1983 года в возрасте 78 лет.

## Избранная фильмография
| Год  |   | Русское название          | Оригинальное название     | Роль                       |
| ---- | - | ------------------------- | ------------------------- | -------------------------- |
| 1943 | ф | Солдатский клуб           | Stage Door Canteen        | в роли самой себя          |
| 1944 | ф | Тридцать секунд над Токио | Thirty Seconds Over Tokyo | миссис Рейнольдс           |
| 1946 | ф | Девушки Харви             | The Harvey Girls          | мисс Блисс                 |
| 1946 | ф | Ночь и день               | Night and Day             | Кейт Портер                |
| 1946 | ф | Храбрость Лесси           | Courage of Lassie         | миссис Мерик               |
| 1947 | ф | Роман Роузи Ридж          | The Romance of Rosy Ridge | Сейри Макбин               |
| 1948 | ф | Свидание с Джуди          | A Date with Judy          | миссис Фостер              |
| 1948 | ф | Восход луны               | Moonrise                  | тётя Джесси                |
| 1948 | ф | Жанна д’Арк               | Joan of Arc               | Изабель д’Арк (мать Жанны) |
| 1949 | ф | Наследница                | The Heiress               | Элизабет Алмонд            |
| 1949 | ф | Мечтаю о тебе             | You're My Everything      | миссис Адамс               |
| 1950 | ф | Проклятые не плачут       | The Damned Don't Cry      | Патриция Лонгворт          |
| 1951 | ф | Он бежал всю дорогу       | He Ran All the Way        | миссис Доббс               |